# L. Harvey Gold
Lawrence Harvey Gold, född 1946 i Chicago, USA, är en amerikansk skådespelare. Gold är känd som skådespelare i filmer och TV-serier såsom Arkiv X, Highlander, Mr. Magoo, Watchmen, Rat Race - sk(r)attjakten och Stargate SG-1.

## Filmografi (i urval)
- Bad Company (1995)
- Mr. Magoo (1997)
- Rat Race - sk(r)attjakten (2001)
- White Noise (2005)
- Watchmen (2009)
- Matty Hanson and the Invisibility Ray (2011)